# NGC 1740
NGC 1740 je galaksija u zviježđu Orionu.

## Vanjske poveznice
- SEDS: NGC 1740